# La Princesse Ligovskoï
La Princesse Ligovskoï (en russe : Княгиня Лиговская) est un roman inachevé de Mikhaïl Lermontov. Commencé en 1836, il est publié pour la première fois dans le no 1 de janvier 1882 de la revue littéraire Le Messager russe.